# Christendom en syncretisme
De syncretische benadering van het christendom probeert invloeden van andere godsdiensten aan te wijzen in het christendom.
Sommige verhalen rond Jezus en het ontstaan van het christendom worden verklaard als een hellenistische, syncretische ontwikkeling in Israël en Egypte. Men legt verband tussen de biografische feiten en wonderen uit het leven van Jezus, zoals verteld in de evangeliën uit het Nieuwe Testament, en de zogenaamde 'heidense' religies uit de klassieke oudheid.

## De staat van het onderzoek
Overeenkomsten met en invloeden van andere religies op het christendom zijn reeds lang een vast onderdeel van de historisch-kritische bestudering van de geschiedenis van het christendom. In de 19e en begin 20e eeuw verdedigden veel wetenschappers (o.a de Religionsgeschichtliche Schule), die onder de indruk waren van de hoeveelheid nieuwe bronnen, dat in het ontstaan van het christendom allerlei 'heidense' invloeden waren aan te wijzen. Men zag het christendom als de kroon op het syncretisme van de oudheid. Tegenwoordig staan de meeste godsdienstwetenschappers veel kritischer tegenover dergelijke parallellen, omdat het bronnenmateriaal voor (vermeende) parallellen vaak later is ontstaan dan het Nieuwe Testament. Ook bewijst analogie (overeenkomst) nog geen genealogie (herkomst). Bovendien meent men dat het jodendom, waaruit het christendom is ontstaan, meestal een betere verklaring geeft dan (vermeende) 'heidense' parallellen.
Ook ligt de term syncretisme onder vuur bij godsdienstwetenschappers. De term veronderstelt immers dat er een zuivere religie zou bestaan. Maar dat is vooral het idealistische beeld vanuit de religie zelf. In werkelijkheid zijn religies steeds in interactie met de omgeving. Het ideaal van een zuivere religie zorgt ervoor dat orthodoxe aanhangers van het christendom afwerend staan tegenover 'heidense' parallellen. De overeenkomsten trekken immers de beleden uniciteit, oorspronkelijkheid en onfeilbaarheid van het nieuwtestamentisch evangelie althans gedeeltelijk in twijfel.
Sommige publicisten op dit terrein (zoals Tom Harpur, Timothy Freke en Peter Gandy en dr. Tjeu van den Berk) wijzen op overeenkomsten met verschillende voor-christelijke, 'heidense' religies en mythen. Op grond hiervan speculeert men dat de biografieën van Jezus in het Nieuwe Testament grotendeels zijn samengesteld uit reeds bestaande verhaalelementen uit de klassieke oudheid. Deze opvatting vindt nieuwe aanhang in de esoterie van de newagebeweging. Vaak wordt er eveneens de gedachte aangetroffen dat Jezus geen historische persoon zou zijn.
Critici verwijten aanhangers van de syncretische visie op het christendom dat zij onwetenschappelijk omgaan met de bronnen en afhankelijk zijn van verouderde wetenschap. De meeste onderzoekers houden rekening met invloeden en ontleningen uit de omringende cultuur, maar verwerpen de opvatting dat het christendom rechtstreeks terug zou gaan op andere godsdiensten dan het jodendom, omdat een dergelijke opvatting vergezocht en dus overbodig is.

## Overeenkomsten met 'heidense' verhalen

### Mithras
De vermeende overeenkomsten tussen Mithras en Jezus worden vaak gepresenteerd als feit, maar zonder gedegen bronvermelding. Het verhaal van de geboorte van Jezus in een kribbe in de buurt van herders in Bethlehem zou overeenkomen met het verhaal over de geboorte van Mithras in een grot. Het geboortefeest van Mithras werd gevierd op de dag van de winterzonnewende, indertijd 25 december. Het symboliseerde de wedergeboorte van Mithras als de sol invictus, de onoverwinnelijke zon. Ook Mithras zou na zijn geboorte bezoek van herders en wijzen uit het Oosten hebben gekregen. Het Nieuwe Testament stelt echter niet dat Jezus op 25 december werd geboren in een grot. Mithras werd niet altijd geboren in een grot, maar ook wel uit een rots. De vermeende herders en wijzen uit het oosten komen niet in de Mithrasiconografie voor. Gary Lease concludeert dat er geen bewijs is dat mithraïsme en christendom directe invloed op elkaar uitoefenden. De classicus Walter Burkert wijst er op dat er vrijwel niets bekend is van de Mithrasliturgie.

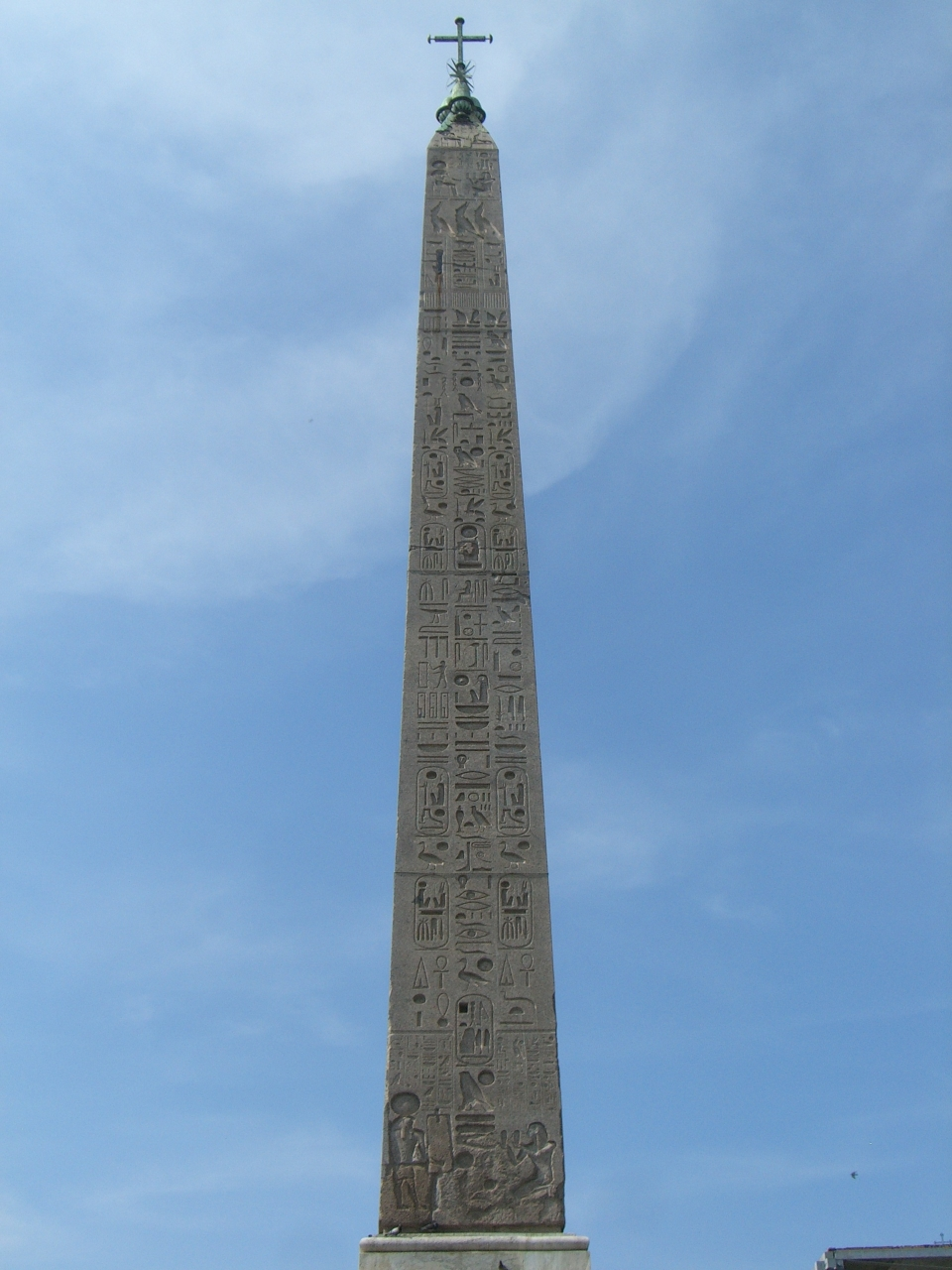
Obelisque Piazza del Popolo

### Stervende en herrijzende god
Van Jezus wordt in de christelijke geloofsbelijdenis, het Apostolicum, verteld dat hij na zijn kruisdood gedurende drie dagen is "nedergedaald in het dodenrijk" en daarna weer opgestaan uit de dood. Dit wordt vaak in verband gebracht met mythen over een god die naar de onderwereld afdaalt en daarna weer terugkeert (zoals bij Osiris). Deze mythen verbeelden de cyclische verschijnselen der natuur, leven en dood, dag en nacht, de wisseling van de seizoenen. Maar de ideaaltypische voorstelling van de vegetatiegod die sterft en herrijst uit de dood, is door godsdienstwetenschappers als een moderne constructie ontmaskerd. Walter Burkert heeft bijvoorbeeld kritiek op het gebruik van de term "opstanding" in heidense gevallen: "Het heidense bewijs voor opstandingssymboliek is op zijn best niet dwingend."

### Isis, Osiris en Horus
Tjeu van den Berk claimt dat door Egyptologische studies na 1990 steeds duidelijker wordt dat de wortels van het christendom meer in Egypte dan in het jodendom liggen. Het lijdensverhaal van de god Osiris zou een oermythe zijn die precies past op het lijdensverhaal van Christus: een god die als een mens lijdt. Ook blijkt dat in het vroege christendom de mythe en de uitbeelding van Isis en haar zoon Horus model hebben gestaan voor afbeeldingen van Maria met het kindje Jezus.

## Vroeg-christelijke replieken
De opsomming van overeenkomsten tussen de evangeliën en de ‘heidense’ mythen en de daaraan verbonden conclusies kregen ook aandacht van de kerkvaders. Men wees op het fundamenteel anders-zijn van het christendom in vergelijking met heidense mythologieën en bedacht ook verschillende oplossingen om overeenkomsten te verklaren:
1. Plato zou naar Egypte zijn gereisd en daar een leerling van Mozes zijn geweest, en Mozes kende al de toekomstige plannen van God met Jezus. Via Plato kwam het plan van God met Christus terecht in de heidense religies.
2. De overeenkomsten zouden het werk van de Duivel zijn. Die was al eeuwen voor de komst van Christus te weten gekomen wat Christus zou gaan openbaren en hij had die kennis ook onder de heidense godsdiensten rondgestrooid, om zo verwarring te zaaien onder de mensen, opdat ze later geen geloof zouden hechten aan Christus zelf. De kerkvaders noemden dat geen nabootsing maar voorbootsing, duivelse imitatie op voorhand.
3. God zou het zelf zo geregeld hebben met de bedoeling het heidendom op de komst van Christus voor te bereiden.